# Die Kirchdorfer
Die Kirchdorfer sind eine deutsche Musikgruppe und Band, die durch ihre Auftritte im Hacker-Festzelt, einem der großen Festzelte auf dem Oktoberfest in München bekannt geworden ist. Der Name bezieht sich auf den Ort Kirchdorf am Haunpold bei Bruckmühl.
Die Gruppe wird dem Sektor der Oktoberfest-/Party-, Stimmungs-, Tanz- und Unterhaltungsmusik zugerechnet und spielt neben aktuellen Songs auch Hits, Schlager, Oldies, Rock, Pop, Big Band und Blasmusik.

## Geschichte
Gegründet wurde die Musikgruppe im Jahr 1870 durch einen Zusammenschluss von Dorfmusikanten, die traditionell bei allen weltlichen und kirchlichen Anlässen auftraten. Erst 1974 erfolgte mit der Integration von Keyboard, E-Bass  und E-Gitarre ein für die damalige Zeit revolutionärer Umbruch auf dem herkömmlichen Sektor der Blasmusik in Bezug auf Repertoire und Besetzung. Inspiriert von James Last spielen die Kirchdorfer u. a. bis heute den typischen Happy Sound.
Die Besetzung variiert zwischen 6 und 22 Musikern (Combo/Big Band), angepasst jeweils an Art und Größe der Veranstaltung und abhängig davon, in welchem Umfang die Bläsersektion zum Einsatz kommt.
Internationale Bekanntheit erlangte die Band ab 1994 mit dem Engagement auf dem Oktoberfest München, auf dem Die Kirchdorfer seitdem jedes Jahr spielen.
Von 2009 bis 2018 war die Band auch auf dem Starkbierfest im Löwenbräukeller in München fest engagiert. Seit 2018 spielen Die Kirchdorfer beim Starkbierfest Salvator-Ausschank der Paulaner Brauerei am Nockherberg in München.
Daneben hat die Band Auftritte in Deutschland, Österreich, Italien, Liechtenstein, Frankreich, Niederlande und der Schweiz und wird zahlreich im außereuropäischen Raum zu Oktoberfesten engagiert, u. a. bereits mehrfach in Angola, Brasilien (Oktoberfest Blumenau), Chile (Kunstmann (Brauerei)), China, Vereinigte Arabische Emirate, DR Kongo, Indien, Japan, Kasachstan, Namibia (Oktoberfest Windhoek), Russische Föderation, Südafrika, Südkorea, Tansania und Thailand (insgesamt über 150 Tourneen in 22 Ländern).

## Diskografie
- Musik ist Trumpf (1989, MC; Bieber-Tonstudio, Amerang),
- Megamix (1999, CD; Kammer-Studio Ludwig Randlinger),
- 12 Wiesn-Hits live (2003, DVD), BR Fernsehen und Hacker-Pschorr
- Weiß-Blau klingt's am schönsten (2006), TV-Sendung mit Gerd Rubenbauer, BR Fernsehen
- Von Rio bis Shanghai (2007 CD; Bavaria Multimedia Produktion, LC 13538),
- Die Kirchdorfer und Bussi Schorsch: Bussi, Bussi Bussi und a Batscherl auf'n Popo (Bussi-Song, 2012, LC 13538)
- Wir sind Wiesn – TV Live-Sendung vom Oktoberfest München mit Tilmann Schöberl, BR Fernsehen
- Oktoberfest-Party (2014, CD, Bogner Records Rottach-Egern, LC 04861)
- Standkonzert Unter der Bavaria, 28. September 2014, BR Fernsehen
- Mit Blasmusik durch Bayern | Musikgeschichten vom Münchner Oktoberfest, 27. September 2020, mit Georg Ried, BR Fernsehen und BR Mediathek